# Kristendemokraterne
Kristendemokraterne är ett kristdemokratiskt politiskt parti i Danmark.

## Historia
Vid ett möte den 13 april 1970 i Unge Hjems Højskoles lokaler (som idag inrymmer Unge Hjems Efterskole) i södra Århus bildades Kristeligt Folkeparti, förkortat KRF. Mötet hade initierats av två präster. Närvarande var 35 utvalda personer med olika bakgrund. På mötet fanns även det norska partiets ordförande och vice ordförande närvarande.
Bakgrunden till bildandet var att man reagerade mot liberaliseringen av abortlagen och att den dåvarande borgerliga regeringen upphävde förbudet mot bildpornografi. Förebild för partiet var Kristelig Folkeparti i Norge.
Till ordförande valdes överläkaren Jacob Christensen. Efter ett år hade KRF 6 000 medlemmar.
I valet 1971 förklarade man att man ansåg blockpolitiken förlegad och att man ville ha en regering med Socialdemokraterne och Venstre. När valet var över var besvikelsen stor. Det visade sig att det endast fattades 625 röster för att ta sig över 2-procentsspärren.
Valet 1973 blev partiets genombrott. Man valde en ny ordförande och lyckades komma in i folketinget. Partiet var sedan dess representerat i Folketinget fram till valet 2005 med undantag för åren 1994–1998.

### Liberalt intermezzo
Åren 2002–2008 reformerades partiets politik och det ändrade namn till Kristendemokraterne 2003.
Efter att tidigare ha haft en mer skeptisk inställning till EU, och de olika traktater som varit föremål för danska folkomröstningar, intog man nu en oreserverat positiv EU-kurs och förespråkade ett ja till den nya EU-traktaten.
Partistyrelsen markerade för första gången att partiet kommer att stödja en socialdemokratisk statsminister.
Kursändringen fick den tidigare partiledaren, gruppledaren och energiministern Jann Sjursen att hoppa av partiet. Ändringen i abortfrågan markerar enligt honom en ändrad människosyn och blev droppen som fick bägaren att rinna över.
Redan 2003 hoppade han av som gruppledare för folketingsgruppen i protest mot den nya partiledaren Marianne Karlsmoses linje, markerat genom namnbytet på partiet.
Liberaliseringen av politiken markerades tydligt vid partiets landsmöte 2007, efter vilket partiledaren sedan 2005 Bodil Kornbek meddelade att man inte längre vill verka för en ändrad abortlagstiftning, även mjukporr var nu också acceptabelt enligt partiet.
Vid landsmötet 2008 segrade den konservativa falangen inom partiet och Bjarne Hartung Kirkegaard blev ny ordförande.
År 2011 ersattes han av Per Ørum Jørgensen, men han lämnade partiet en månad innan landsmötet 2012. På detta valdes Stig Grenov som ny partiledare. Under valet 2019 blev Stig Grenov sjuk och ersattes av Isabella Arendt, som valdes som partiledare i oktober 2019.

### Mod nye tider
Under våren 2022 valde Isabella Arendt att lämna partiet och Marianne Karlsmose blev då partiledare. Men efter sämsta resultatet någonsin för partiet vid valet till Folketinget lämnade hon uppdraget som partiledare till de två vice-ordförande, Henrik Hjortshøj och Jesper Housgaard. Dessa fungerade gemensamt som partiledare fram till mars 2023 då man på ett extraordinärt landsmöte valde affärsmannen Jeppe Hedaa som ny partiledare. Jeppe Hedaa valdes på en plan om att reformera partiet, ett arbeta som delvis hade börjat tidigare men aldrig formaliserats.

## Valresultat i Folketinget
| År   | %   | mandat |
| 1971 | 1,9 | -      |
| 1973 | 4,1 | 7      |
| 1975 | 5,3 | 9      |
| 1977 | 3,4 | 6      |
| 1979 | 2,6 | 5      |
| 1981 | 2,3 | 4      |
| 1984 | 2,7 | 5      |
| 1987 | 2,4 | 4      |
| 1988 | 2,0 | 4      |
| 1990 | 2,3 | 4      |
| 1994 | 1,8 | -      |
| 1998 | 2,5 | 4      |
| 2001 | 2,3 | 5      |
| 2005 | 1,7 | -      |
| 2007 | 0,9 | -      |
| 2011 | 0,8 | -      |
| 2015 | 0,8 | -      |
| 2019 | 1,8 | -      |
| 2022 | 0,5 | -      |

## Partiordförande
- 1970–1973: Jacob Christensen
- 1973–1979: Jens Møller
- 1979–1990: Flemming Kofod-Svendsen
- 1990–2002: Jann Sjursen
- 2002–2005: Marianne Karlsmose
- 2005–2008: Bodil Kornbek
- 2008–2011: Bjarne Hartung Kirkegaard
- 2011–2012: Per Ørum Jørgensen
- 2012–2019 : Stig Grenov
- 2019–2022 : Isabella Arendt
- 2022–2022: Marianne Karlsmose
- 2022–2023: Henrik Hjortshøj och Jesper Housgaard
- 2023–: Jeppe Hedaa

## Vice partiordförande
Obs! listan är ofullständig
- 1970–1973 Jens Møller

## Partisekreterare
- Tage Sørensen[10]

## Regeringsministrar
- Christian Christensen, miljöminister och minister för nordiskt samarbete 1982-1988
- Flemming Kofod-Svendsen, bostadsminister 1987–1988, bostadsminister och minister for nordiskt samarbete och Östersjöfrågor 1993–1994
- Jann Sjursen, energiminister 1993–1994

## Sidoförbund
- Kristendemokratisk Ungdom (KDU)[11]